# Siegfried Laboschin
Siegfried (Zygfryd) Laboschin (ur. 23 maja 1868 w Gnieźnie, zm. 4 listopada 1929 we Wrocławiu) – niemiecki malarz, rysownik i krytyk sztuki żydowskiego pochodzenia.
Po ukończeniu gimnazjum w Gnieźnie Laboschin wyjechał do Berlina. Początkowo pobierał naukę w prywatnych pracowniach (lata 1887/89), a potem rozpoczął studia na Akademie der Künste w Berlinie, gdzie wykładowcą był Anton Alexander von Werner, następnie wspólnie z Friedrich Fehr i Hugo von Habermann studiował w Akademii Sztuk Pięknych w Monachium. Od 1892 roku zamieszkał we Wrocławiu, gdzie założył własną szkołę sztuk plastycznych.
Specjalizował się w pejzażach, widokach miejskich i portretach; był cenionym twórcą ekslibrisów. W piśmie „Breslauer Zeitung” przez 20 lat redagował dział sztuki.